# Conus furvus
Espèce
Statut de conservation UICN

 LC  : Préoccupation mineure
Conus furvus est une espèce de mollusques gastéropodes marins de la famille des Conidae.
Comme toutes les espèces du genre Conus, ces escargots sont prédateurs et venimeux. Ils sont capables de « piquer » les humains et doivent donc être manipulés avec précaution, voire pas du tout.

## Description
La taille d'une coquille adulte varie entre 30 mm et 71 mm. La couleur de fond de la coquille est brun pâle, avec de fines lignes rapprochées de brun châtain, et un
ou deux bandes plus pâles. L'épaule (= l'angulation des verticilles de la coquille) est quelque peu obtuse. La spire est élevée de façon concave, avec un apex aigu. La flèche est uniformément brun pâle. Tryon décrit la variété furvus avec ces caractéristiques particulières. Les lignes de révolution sont fragmentées en points minuscules La forme est un peu plus étroite. Certaines des spires sont finement perlées. 

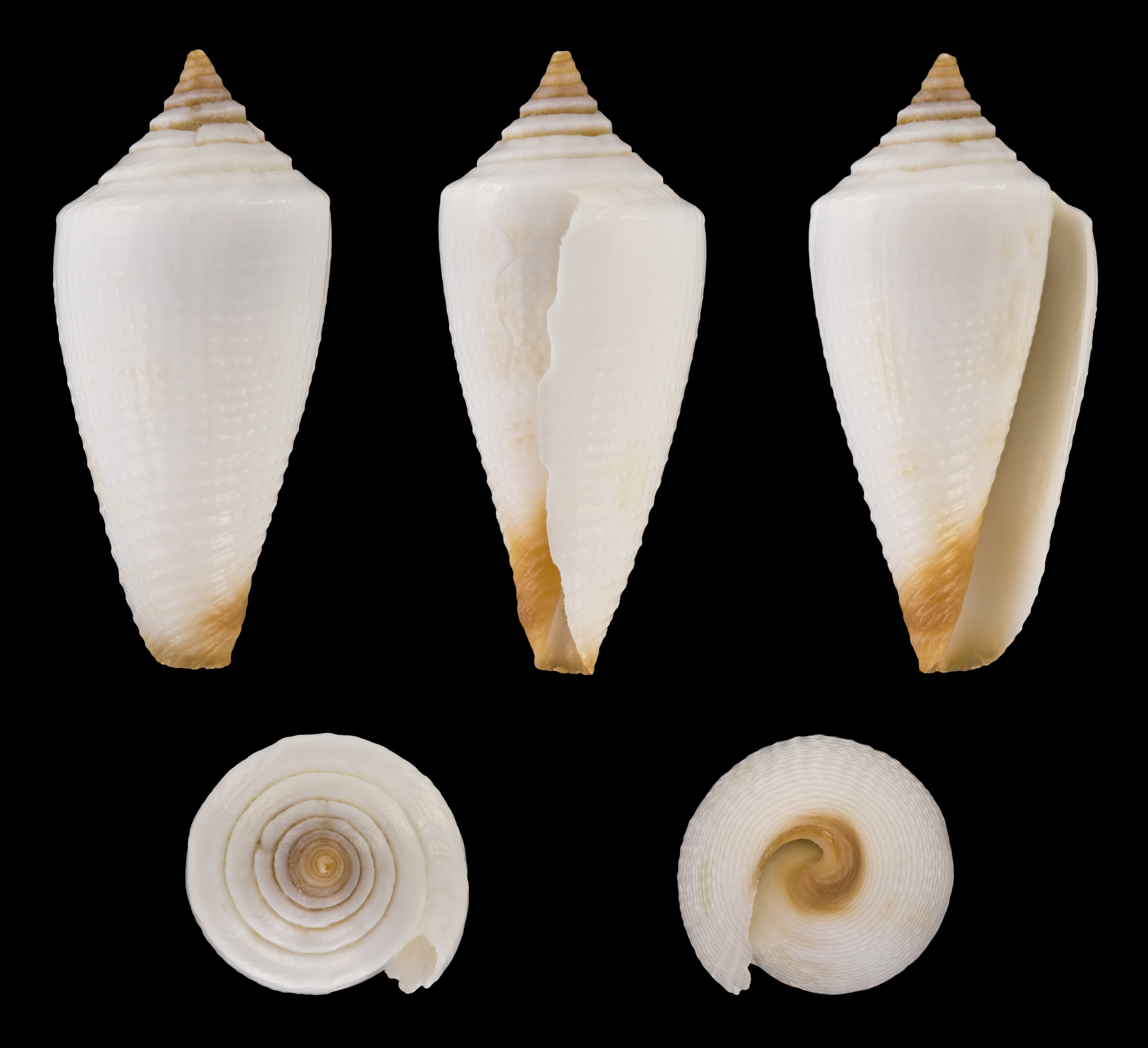
Sous-espèce aegrotus.
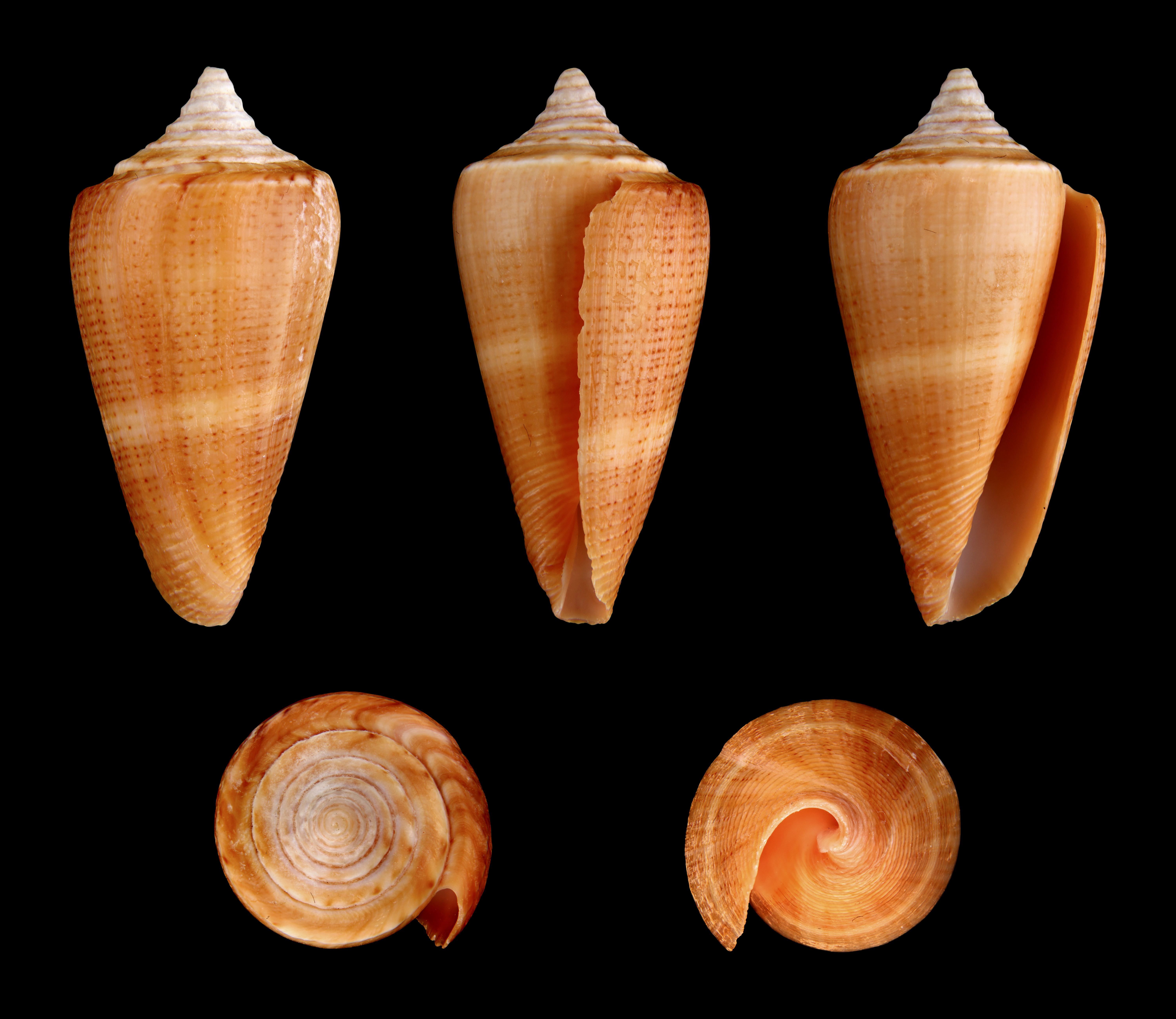
Sous-espèce lignarius.

## Distribution
C'est une espèce Indo-Pacifique. Le type est Port Sacloban, Leyte aux Philippines. L'espèce est présente le long des îles Andaman, en Malaisie, en Indonésie, en Papouasie-Nouvelle-Guinée et des Philippines au Japon. On la trouve également dans la mer de Chine méridionale.

### Niveau de risque d’extinction de l’espèce
Selon l'analyse de l'UICN réalisée en 2011 pour la définition du niveau de risque d'extinction, cette espèce se trouve en Malaisie, en Indonésie, aux Philippines, au nord vers le Japon. Elle est également présente en Papouasie-Nouvelle-Guinée. Cette espèce est assez répandue et est commune dans toute son aire de répartition. Il n'y a pas de menaces connues, elle est donc classée dans la catégorie préoccupation mineure.

## Taxonomie

### Publication originale
L'espèce Conus furvus a été décrite pour la première fois en 1843 par l'éditeur et naturaliste britannique Lovell Augustus Reeve (1814-1865) dans la publication intitulée « Conchologia Iconica, or, illustrations of the shells of molluscous animals »,.

### Synonymes
- Calibanus furvus (Reeve, 1843) · non accepté
- Conus (Calibanus) furvus Reeve, 1843 · appellation alternative
- Conus aegrotus Reeve, 1849 · non accepté
- Conus albicans G. B. Sowerby II, 1857 · non accepté
- Conus albus G. B. Sowerby III, 1887 · non accepté
- Conus buxeus Reeve, 1844 · non accepté
- Conus cecilei Kiener, 1847 · non accepté
- Conus crepusculum Reeve, 1844 · non accepté
- Conus frauenfeldi Crosse, 1865 · non accepté
- Conus granifer Reeve, 1849 · non accepté
- Conus lignarius Reeve, 1843 · non accepté
- Conus multilineatus G. B. Sowerby III, 1875 · non accepté
- Conus neobuxeus da Motta, 1991 · non accepté
- Conus nivalis da Motta, 1985 · non accepté
- Conus polygrammus Tomlin, 1937 · non accepté
- Conus turritinus da Motta, 1985 · non accepté

## Identifiants taxonomiques
Chaque taxon catalogué par les bases de données biologiques et taxonomiques possède un identifiant qui permet d'établir un point de référence. Les identifiants de Conus furvus dans les principales bases sont les suivants :
CoL : XXFL - GBIF : 5795799 - iNaturalist : 431982 - IRMNG : 10530518 - TAXREF : 155503 - UICN : 192603 - WoRMS : 428130 - ZOBODAT : 120360